# Cellaria tecta
Cellaria tecta är en mossdjursart som beskrevs av Harmer 1926. Cellaria tecta ingår i släktet Cellaria och familjen Cellariidae. Inga underarter finns listade i Catalogue of Life.